# Miša Maiskis
Miša Maiskis   (Riga, 10 de gener de 1948), en hebreu: מישה מייסקי, és un violoncel·lista israelià d'origen letó.

## Biografia
Començà a aprendre a tocar el violoncel a l'Escola de Música Municipal de Riga quan tenia nou anys. Posteriorment estudià al Conservatori de Riga i, als catorze anys, al Conservatori de Leningrad. L'any següent fou admès al Conservatori de Moscou, on fou alumne de Mstislav Rostropóvitx.
L'any 1970 va ser condemnat a passar dos anys en un camp de treball a prop de Gorki, potser perquè la seva germana s'havia exiliat a Israel l'any anterior. Un amic metge el va traslladar a una clínica psiquiàtrica, ja que aquesta era l'única possibilitat d'escapar del seu arrest. Després de la seva posada en llibertat va emigrar a Israel i va traslladar després la seva residència a Bèlgica.
El 1973 va guanyar el Concurs Internacional de Violoncel Gaspar Cassadó a Florència. En el mateix any va debutar al Carnegie Hall amb l'Orquestra Simfònica de Pittsburgh sota la direcció de William Steinberg. Després del concert, un admirador anònim li va regalar un violoncel Montagnana de 1720. Per mediació de Rostropóvitx va estudiar amb Gregor Piatigorsky a Los Angeles. Durant quatre mesos va tocar i va parlar gairebé cada dia amb ell, mentre que amb Rostropóvitx, això només era possible quan no estava de gira. És doncs l'únic violoncel·lista que ha rebut classes de Rostropóvitx i Piatigorsky.
El 1982 va començar una col·laboració amb Deutsche Grammophon. El primer enregistrament va ser el Doble concert per a violí i violoncel de Brahms al costat de Gidon Kremer i la Filharmònica de Viena, dirigida per Leonard Bernstein. El va seguir l'any 1985 un enregistrament de les Suites per a violoncel sol de Bach. Des de llavors moltes de les seves gravacions han estat mereixedores d'importants premis internacionals, inclòs el Grand Prix du Disque i el Record Academy Prize. El 1992 va tocar per primera vegada en The Proms de Londres, i l'any següent al Festival de Salzburg al costat de Martha Argerich.
Durant la seva carrera ha format tàndem amb els pianistes Martha Argerich i Radu Lupu, el violinista Gidon Kremer i els directors Leonard Bernstein, Zubin Mehta, Vladímir Ashkenazi, Daniel Barenboim i Giuseppe Sinopoli. Ha tocat en els escenaris de tot el món i realitzat centenars d'enregistraments.